# 土庫大橋
土庫大橋橫跨北港溪乃是銜接雲林縣斗南鎮與土庫鎮之重要交通橋樑，為縣道158甲線重要橋樑之一，於1967年8月22日開通。

## 歷史
在雲林縣史上，土庫大橋乃是由雲林縣第一、二任民選縣長吳景徽醫師為了解決斗六、斗南與土庫之間交通流量所建造，但在他縣長連任後不久，發生土庫大橋弊案，從此官司纏身，最後被以貪污罪判刑六年，最終土庫大橋是在第五屆廖禎祥縣長任上完工，與台灣省政府省主席黃杰共同在開通日剪綵。